# Arthenas
Arthenas foi uma comuna francesa na região administrativa de Borgonha-Franco-Condado, no departamento de Jura. Estendia-se por uma área de 6,71 km². Em 2010 a comuna tinha 609 habitantes (densidade: 90,8 hab./km²).
Em 1 de janeiro de 2016, passou a formar parte da nova comuna de La Chailleuse.